# Laccodytes olibroides
Laccodytes olibroides är en skalbaggsart som beskrevs av Régimbart 1895. Laccodytes olibroides ingår i släktet Laccodytes och familjen dykare. Inga underarter finns listade i Catalogue of Life.